# 공중강습

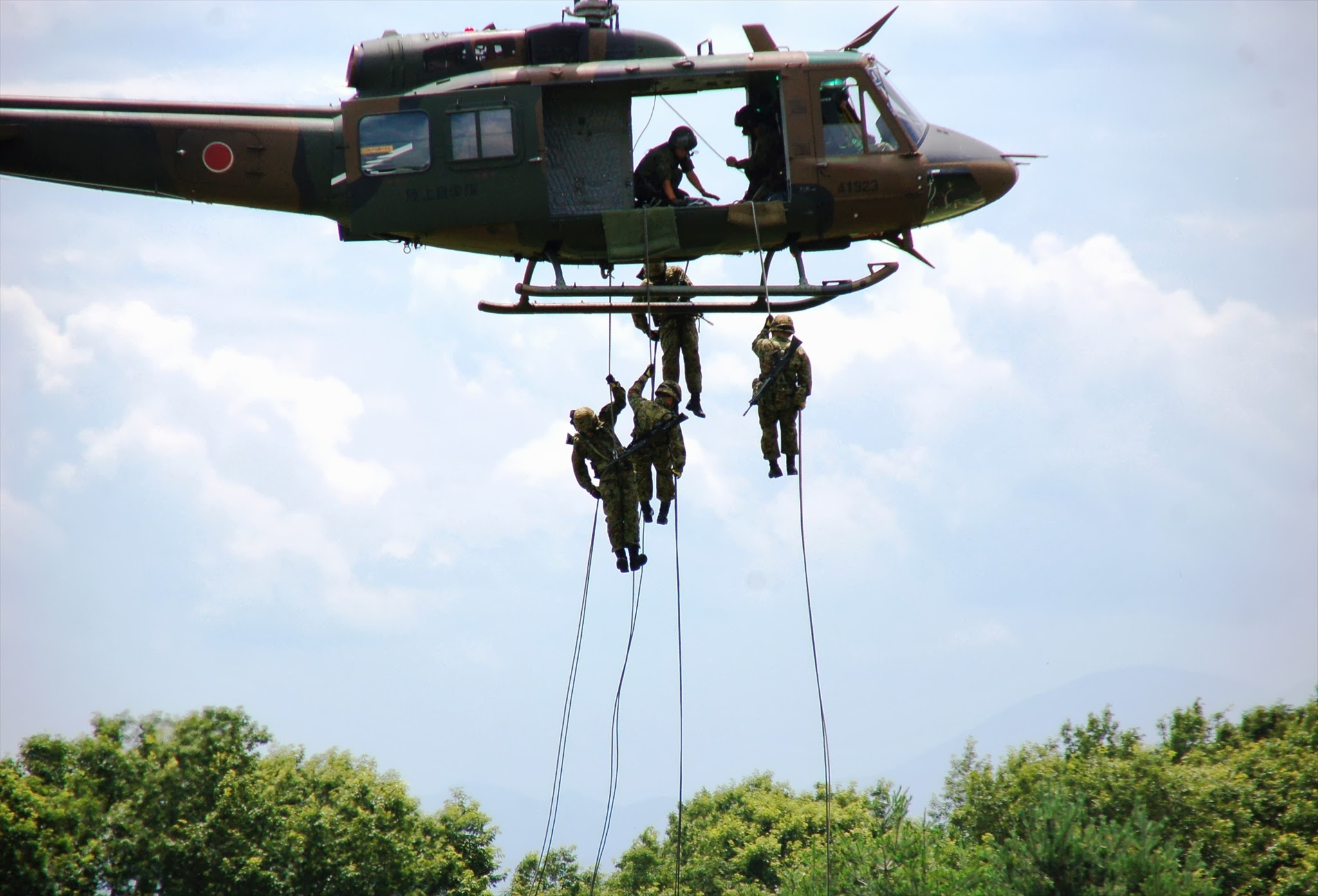

공중강습(空中強襲, air assault)는 육상병력을 수직 이착륙기(VTOL), 즉 헬리콥터 따위를 이용해 아직 완전히 확보되지 않은 지역으로 공중강하를 하여 적군과 직접 교전하게 하는 것이다. 공중강습부대는 일반적인 보병 훈련에 더해 현수하강, 공중강하 등의 훈련을 더 받게 된다.
헬리콥터의 수송 한계 때문에 공중강습부대는 대개 경보병이다. 그러나 일부 특수제작된 기갑전투차량(러시아의 BMD-1 따위)을 중견인헬기로 강습하기도 한다. 강습작전은 강습을 수행하는 VTOL을 엄호해줄 무장헬기나 고정익기의 화력지원에 크게 의존한다.

## 개념 정리
비행기와 낙하산을 이용해 공중강하를 통해 지상에 투사되어 적군을 공격하는 군사 작전은 공수강습(空輸強襲, airborne assault)(국내에서는 '공수강습'보다는 '공수작전'이라고 칭함) 이라고 하며, 헬리콥터 등을 이용해 지상에 투사되어 적군을 공격하는 군사 작전은 공중강습(空中強襲, air assault)이라고 한다.

## 같이 보기
- 공수부대